# Estação Charonne
Charonne é uma estação da linha 9 do Metrô de Paris, localizada no 11.º arrondissement de Paris.

## História
A estação foi aberta em 10 de dezembro de 1933.
Deve seu nome à rue de Charonne, via que leva à antiga comuna de Charonne, incorporada a Paris em 1859 para formar o atual bairro de Charonne.

### O caso da estação de metrô Charonne

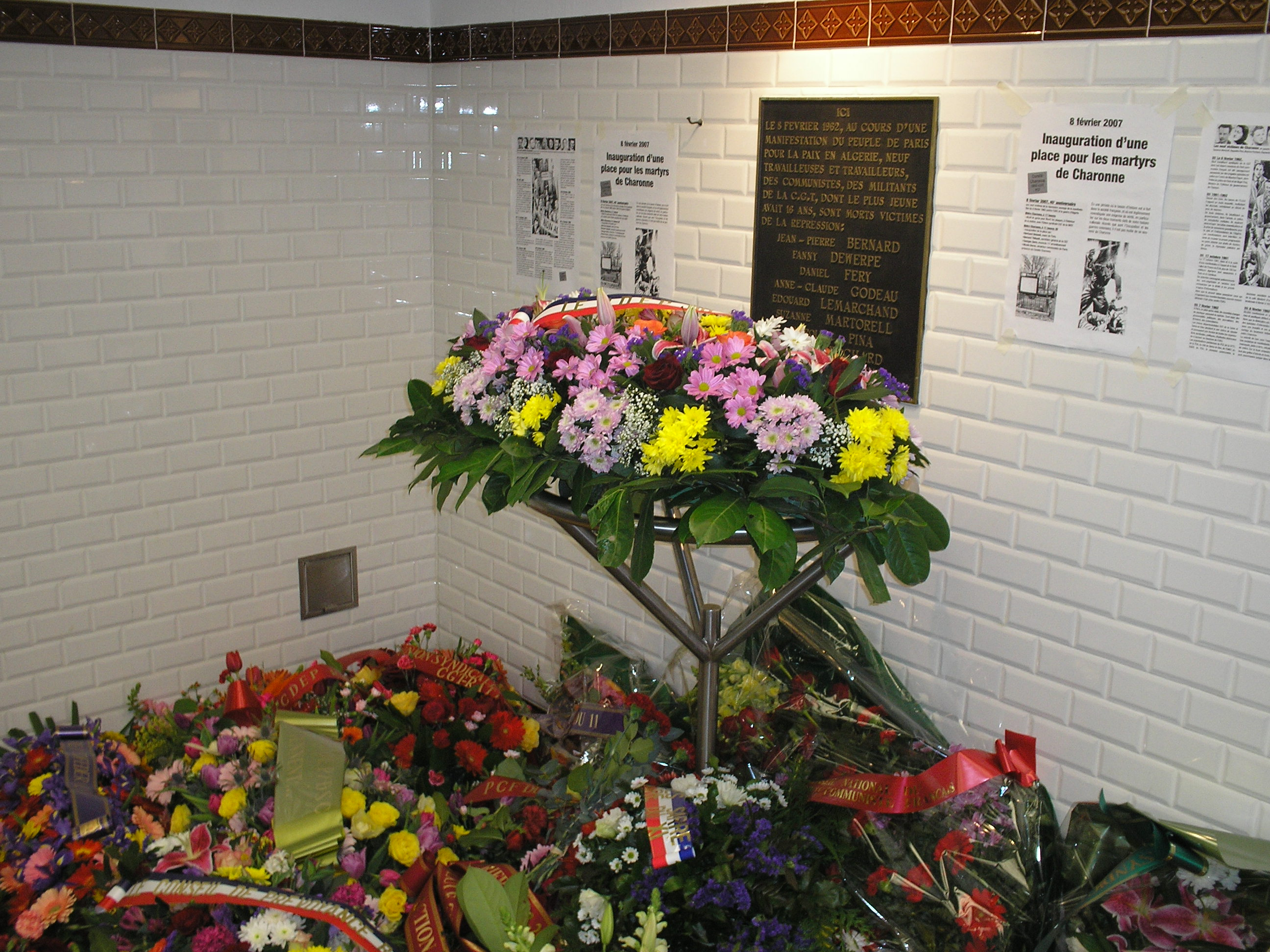
A placa comemorativa de 8 de fevereiro de 1962

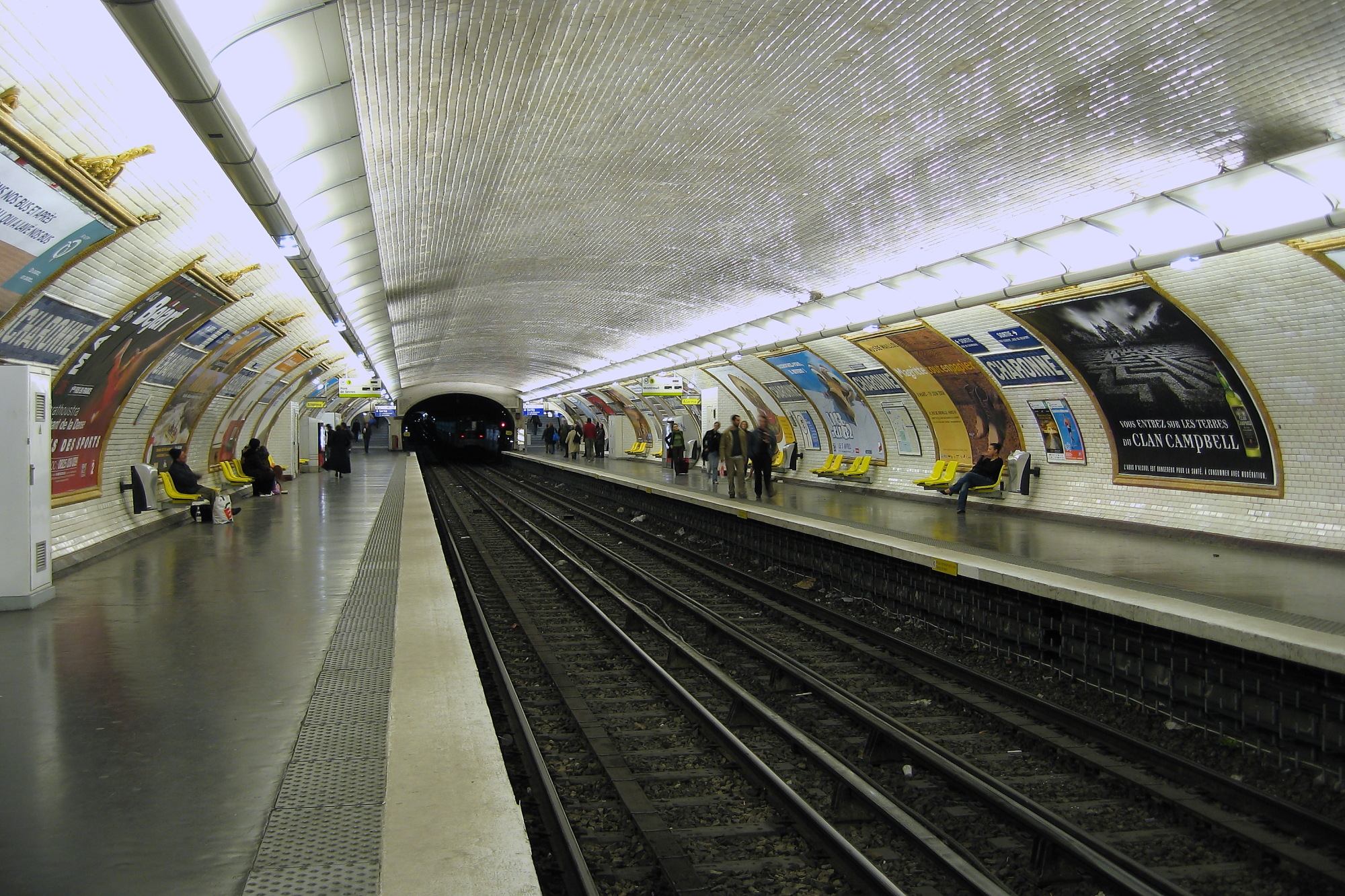
Vista das plataformas da estação em direção a Mairie de Montreuil

O contexto histórico é o da Guerra da Argélia. Os políticos da época negociaram nos bastidores sobre a necessidade de conceder à Argélia sua independência. Somente a Organisation de l'Armée Secrète (OAS) refutou essa possibilidade.
À chamada da esquerda, uma manifestação foi organizada em 8 de fevereiro de 1962, para denunciar as ações da OAS assim como da Guerra da Argélia. O prefeito, Maurice Papon, dá a ordem para reprimir esta manifestação, como a de 17 de outubro de 1961. Depois de uma acusação muito violenta das forças de polícia, os manifestantes tentaram se refugiar na entrada do metrô. Oito pessoas morreram de sufocamento e sob os golpes e uma nona, no hospital, como resultado de seus ferimentos.

### Frequência
Em 2011, 3 924 516 passageiros entraram nesta estação. Ela viu entrar 4 074 046 passageiros em 2013 o que a coloca na 120ª posição das estações de metrô por sua frequência.

## Serviços aos passageiros

### Plataformas
Charonne é uma estação de configuração padrão: ela possui duas plataformas laterais separadas pelas vias do metrô e a abóbada é elíptica. A decoração é do estilo utilizado pela maioria das estações de metrô: a faixa de iluminação é branca e arredondada no estilo "Gaudin" da renovação do metrô da década de 2000, e as telhas em cerâmica brancas biseladas recobrem os pés-direitos, a abóbada e o tímpano. Os quadros publicitários são em faiança da cor de mel e o nome da estação também é em faiança. Os assentos são do estilo "Motte" de cor amarela.

### Intermodalidade
A estação é servida pelas linhas 56 e 76 da rede de ônibus RATP.